# Agencia Espacial Mexicana
A Agência Espacial Mexicana, ou AEM (de Agencia Espacial Mexicana, em espanhol) é a agência para assuntos espaciais do México, e tem como principal objetivo transformar o México em um país com a evolução científica e tecnológica de classe mundial de espaço, vinculados a programas de industrialização e serviços em tecnologias de ponta e de alto impacto sobre os níveis de desenvolvimento social.